# Pasteurella
Pasteurella é um gênero de bactérias gram-negativas e anaeróbicas facultativas da família Pasteurellaceae. As espécies de Pasteurella são pleomórficas e não-móveis. A maioria é catalase negativa e oxidase positiva.